# Maringues
Maringues är en kommun i departementet Puy-de-Dôme i regionen Auvergne-Rhône-Alpes i centrala Frankrike. Kommunen ligger i kantonen Maringues som tillhör arrondissementet Thiers. År 2022 hade Maringues 3 140 invånare.

## Befolkningsutveckling
Antalet invånare i kommunen Maringues
| Referens: INSEE |